# Batres
Batres település Spanyolországban, Madrid tartományban. Batres Moraleja de Enmedio, Serranillos del Valle, Carranque, Casarrubios del Monte, El Álamo és Navalcarnero községekkel határos. Lakosainak száma 1943 fő (2024).

## Népesség
A település lakosságának változását az alábbi diagram mutatja:
| Lakosok száma | 1047 | 1373 | 1432 | 1488 | 1552 | 1568 | 1610 | 1684 | 1823 | 1943 |
|               | 2002 | 2005 | 2008 | 2010 | 2012 | 2015 | 2017 | 2019 | 2022 | 2024 |